# Ranan Lurie
Ranan Lurie (ur. 26 maja 1932, zm. 8 czerwca 2022) – amerykański rysownik polityczny urodzony w Egipcie, dorastał w Izraelu. Obywatel USA od 1974 roku.
Według Księgi rekordów Guinnessa jego celne rysunki są najczęściej przedrukowywanymi na świecie. Dotyczą głównie wydarzeń międzynarodowych. Znany np. z Newsweeka.
Przeprowadził też jako dziennikarz wywiady z ponad 70 światowymi przywódcami.
W roku 1995 ONZ stworzyło nagrodę dla rysowników zajmujących się sprawami międzynarodowymi jego imienia.
Należy do Mensy.